# Кюхельбекеры
Кюхельбекер (нем. von Küchelbecker) — русский дворянский род.

## Происхождение и история рода
Род этой фамилии происходит из Саксонии, откуда Карл Иванович Кюхельбекер (1748—1809) выехал в Российскую империю и поступил на русскую службу в 1770 году. Он был первым главой города Павловска (1780—1789).
Оба его сына, Вильгельм Карлович и Михаил (1798—1857), были декабристами; дочь Устинья (Юстина) Карловна Кюхельбекер вышла замуж за Г. А. Глинку, от которого у неё родились три сына и три дочери.